# Такахиро Танака
Томихиро Танака (родился 4 марта 1956 года в Китахиросима, Хоккайдо, Япония) — японский религиозный деятель. Он является 14-м (нынешним) президентом Японской церкви семейной федерации за мир и объединение во всем мире.

## Карьера
- 4 марта 1956 года — родился в Китахиросима на японском острове Хоккайдо.
- 12 февраля 1976 года — Присоединился к Старой Церкви Объединения.
- Март 1978 года — окончил Университет Хоккай Гакуэн, инженерный факультет, отделение архитектуры.
- Апрель 1978 года — руководитель отделения Национальной ассоциации исследований принципов университетов (CARP).
- Октябрь 1982 года — секретарь Международной ассоциации студентов—христиан (ICSA).
- 14 октября 1982 года присутствовал на массовой свадьбе, организованной бывшей Церковью Объединения. Говорят, что в этой массовой свадьбе участвовало 6000 пар[1].
- Октябрь 1989 года — президент церкви Тёфу.
- Октябрь 1997 года — декан молодёжи Церкви Объединения.
- Апрель 2001 года — генеральный секретарь Федерации молодежи за мир во всем мире (YFWP).
- 30 августа 2013 года — Директор по делам молодёжи и студентов Церкви Объединения.
- 5 января 2015 года — вице-президент Церкви Объединения.
- 13 октября 2020 года — назначен 14-м президентом Семейной федерации за мир и объединение во всем мире[1].

## Инцидент со стрельбой Синдзо Абэ

#### Пресс-конференция 11 июля 2022 г.
- В связи с тем, что подозреваемый в расстреле Синдзо Абэ сделал заявление о том, что «у меня была обида на мать за то, что она стала одержима религией и обанкротилась после пожертвования крупной суммы денег», религии, на которую указал подозреваемый. Информация о бывшей Церкви Объединения сообщалась в основном в зарубежных СМИ[2]. Исходя из этого, он провел пресс-конференцию 11 июля 2022 года и признал тот факт, что он был членом, сказав: «Я член церкви и участвую в мероприятиях примерно раз в месяц».
- Что касается заявления подозреваемого о том, что «мать сделала крупное пожертвование и обанкротилась», он дал двусмысленный ответ, сказав: «Нет данных о том, просил ли он крупное пожертвование или нет».[3].

#### Пресс-конференция 10 августа 2022 г.
- Ввиду чрезмерного освещения Семейной федерации за мир и объединение во всем мире, в основном в основных СМИ,[4] августа 2022 года, через месяц после предыдущей пресс-конференции, в Клубе иностранных корреспондентов Японии состоялась пресс-конференция.[4].
- На пресс-конференции присутствовали Томихиро Танака и Тацуя Ямада, директор юридического отдела[5].
- Замечания Томихиро Танаки заключаются в следующем[6].
  - Соболезнования бывшему премьер-министру Абэ
  - Я прошу прощения за то, что вызвал переполох в обществе после того, как услышал сообщения о том, что я действовал из-за обиды на Семейную Федерацию.
  - Из-за недавнего чрезмерного освещения нашей корпорации в СМИ наши подписчики сообщали о различных повреждениях.
  - Получены угрозы, в том числе угрозы кричать «Я убью тебя» в церкви по всей стране.
  - Крупные пожертвования верующих рассматривались как проблема, но благодаря тщательному соблюдению верующими этой корпорации не применялись так называемые эзотерические маркетинговые методы, и не было сообщений об ущербе.
  - Я никогда не занимался психическим маркетингом ни в прошлом, ни сейчас.
  - Намерение изменить название в 2015 году, когда Хирофуми Симомура был министром образования, не было прикрытием.
  - «Благословенный брак» не является обязательным. Уровень разводов составляет менее 2 %, и многие пары живут счастливо и дружно.
  - Последователи этой корпорации стали жертвами незаконных нарушений прав человека, таких как похищение людей, заключение под стражу и принудительное изгнание.
  - Когда его спросили об инструкциях премьер-министра Фумио Кисиды членам и министрам ЛДП держаться подальше от культа и разорвать связи, он сказал: «Какие глубинные намерения стоят за решениями администрации ? Мы не можем комментировать от того, вовлечены они или нет, но если мы скажем, что то, как мы связаны с этой корпорацией, было строго определено в качестве критерия для суждения, это было бы очень прискорбно».
  - Неправда, что Япония несет все средства для глобальной деятельности. Однако верно то, что японские корпорации посылают миссионеров по всему миру. Японская корпорация не знает, какой процент мирового дохода Семейная федерация за мир и объединение во всем мире получает от Японии.
  - Это правда, что группы дружбы были активно вовлечены в политику.
  - С момента своего основания он явно выступал против коммунизма.
  - Политики, наши корпорации и наши филиалы — у каждого свой способ участия.

##### Реакция на пресс-конференцию
- Адвокат Хироши Ямагучи, который является представителем Национальной ассоциации юристов против законов о психическом маркетинге (Национальная федерация юристов), сказал: «Я не говорю, что мы прекратим сбор средств через организацию (даже после 2009 года). (Пожертвование) Реальность необходимости делать все возможное для достижения цели сохраняется навсегда.»[7]
- Эйто Судзуки, который следил за проблемой бывшей Церкви Объединения более 10 лет, прокомментировал извинения Танаки за то, что он «побеспокоил общество», сказав: «Смысл извинений в другом. Это чужая проблема», и когда Танака сказал: «Чрезмерное освещение в СМИ нанесло ущерб верующим», Судзуки ответил: «Это стратегия сочувствия. Это паллиатив», — раскритиковал он. Что касается гражданского иска против культа: «Есть просьба вернуть пожертвование, сделанное когда-то из-за упадка веры. Мы ответили на эти запросы индивидуально и надлежащим образом», — раскритиковал Судзуки, сказав: «О ком вы говорите?» В ответ на заявление «Мы не занимаемся психическим маркетингом», он опроверг: "Мы занимаемся психическим маркетингом, который не связан с продуктами[8].
- Адвокат Масаки Кито из Национальной ассоциации юристов против законов о духовном маркетинге коснулся заявления Танаки о том, что «количество судебных исков, ожидающих рассмотрения в 2022 году, составило 5», и сказал: "Консультации по семейному ущербу обычно не учитываются в количестве судебных процессов. Я подскажу вам, как решить эту проблему мирным путем с вашей семьей[8].
- Женщина, которая до 2016 года была верующей во втором поколении, сказала: «Мои родители покупали что-то под названием Zenreido за 1 миллион иен (в 2009 году) и даже после этого. Если бы не психический маркетинг, что „предки могли бы жить в доме“, то что это был бы за психический маркетинг?» Пока я был членом, я не чувствовал, что он был улучшен для тем лучше", — сказал он, указав на противоречия в замечаниях Танаки и указав на реальность. Он заявил, что его впечатление не изменилось[9].
- Корреспондент французской газеты, присутствовавший на пресс-конференции, сказал: «Я очень разочарован тем, что ситуация оказалась далекой от первоначальной цели пресс-конференции». Для журналистов важно иметь возможность напрямую спрашивать то, что мы хотим знать. Желание задавать вопросы становилось все сильнее и сильнее, и я не мог этого вынести. На вопросы и ответы отводилось всего 20 минут, что было пустой тратой времени. Мне не удалось задать вопросы о собственной семье подозреваемого, и, к сожалению, не было пояснений, как он отреагировал на обвинения семьи[10].